# Bonacker (Bad Laasphe)
Bonacker ist ein untergegangenes Dorf der heutigen Stadt Bad Laasphe im Kreis Siegen-Wittgenstein in Nordrhein-Westfalen.

## Lage
Der Ort lag nördlich von  Bad Laasphe im Laasphetal. Die Siedlungsstelle existiert noch unter dem Flurnamen am Bohnacker weiter.

## Geschichte
Bonacker gehörte zum Kirchspiel Laasphe. 1261 wird der adlige dominus Henricus de Bonakere in einer Breidenbacher Verzichtsurkunde im Zusammenhang mit Ansprüchen gegen das Kloster Haina erwähnt. 1308 taucht ein Theodericus von Boneckere in einer Schenkungsurkunde des Hermann von Weifenbach für das Stift Keppel auf. Letztmals wird der Ort 1578 genannt. Zu der Zeit gehört Bonacker zum  Hesselbacher Zehnt.

## Frühere Namen
- Bonakere (1261)
- Boneckere (1308)
- Banecker (1415)
- Bonneckir (1435)
- Boynacker (1483)